# Großsteingrab Stasevang 3
Das Großsteingrab Stasevang 3 ist eine megalithische Grabanlage der jungsteinzeitlichen Nordgruppe der Trichterbecherkultur im Kirchspiel Karlebo in der dänischen Kommune Fredensborg.

## Lage
Das Grab liegt westlich von Kokkedal in der Mitte des Waldgebiets Stasevang. Es ist eines von insgesamt sechs bekannten Großsteingräbern in diesem Wald. Nur 50 m nördlich befindet sich das Großsteingrab Stasevang 2. In der näheren Umgebung gibt bzw. gab es zahlreiche weitere megalithische Grabanlagen.

## Forschungsgeschichte
In den Jahren 1884 und 1942 führten Mitarbeiter des Dänischen Nationalmuseums Dokumentationen der Fundstelle durch.

## Beschreibung
Die Anlage besitzt eine längliche  Hügelschüttung mit einer Länge von etwa 17 m und einer Breite von etwa 9 m. Zur Orientierung des Hügels liegen keine Angaben vor. Im Bericht von 1884 werden vier stehende Umfassungssteine an der Westseite erwähnt. Im Bericht von 1942 wird hingegen eine weitgehend vollständige Umfassung erwähnt, eine genaue Zahl der Steine wird aber nicht genannt. Der Hügel selbst ist weitgehend ausgehoben. Deutlich ist eine Grube mit einer Länge von 9 m, einer Breite von 5 m und einer Tiefe von 2 m erkennbar. Von einer Grabkammer sind keine Spuren mehr auszumachen; 1884 waren noch drei Steine einer Kammer im Ostteil des Hügels vorhanden.